# Madeleine Carpentier
Madeleine Charlotte Louise Carpentier (Parijs, 3 februari 1865 – Boulogne-Billancourt, 13 september 1949) was een Franse schilderes. Ze schilderde voornamelijk portretten en aquarellen van bloemen en fruit.

## Biografie

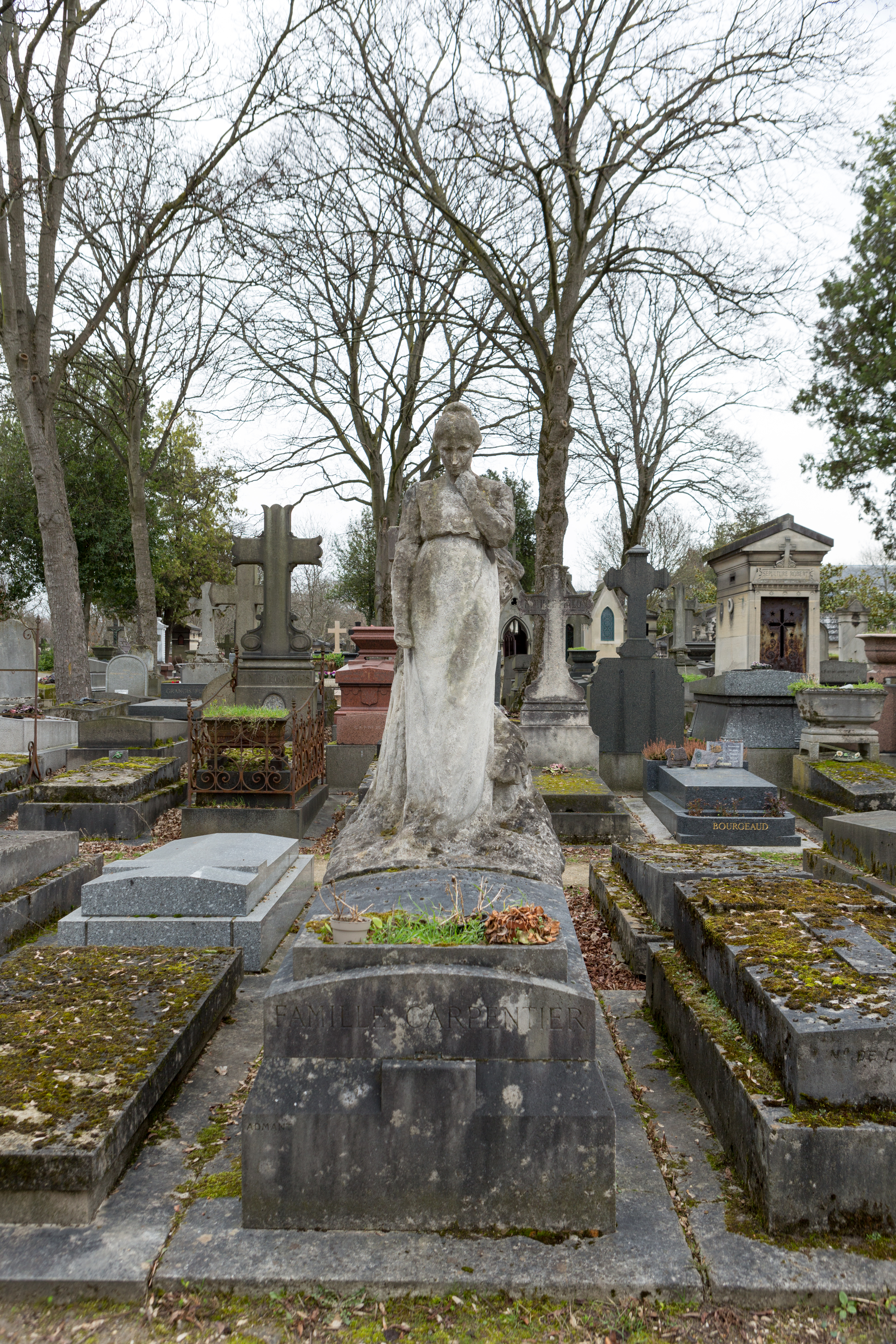
Graf van Madeleine en Marie-Paule Carpentier

Carpentier werd in 1865 geboren in Parijs als dochter van Louise Marie Grivot en Louis Joseph Désiré Carpentier. Ze werd leerling van Adrien Adolphe Bonnefoy en daarna van Jean-Joseph Benjamin-Constant en Jules Joseph Lefebvre aan de Académie Julian te Parijs.
Carpentier exposeerde regelmatig op het Salon des artistes français van 1885 tot 1947. Ze kreeg een eervolle vermelding in 1890 en daarna een medaille in 1896 met twee schilderijen met scènes van kinderen, Communiantes, een pastel en Les Chandelles, dat werd aangekocht door de stad Parijs. Een groot schilderij van haar zus, de kunstschilder Marie-Paule Carpentier (1876-1915), ging in 1935 naar het Musée d'Arts de Nantes.
In februari 1898 stelde ze tentoon in de galerie Georges Petit als onderdeel van een tentoonstelling gewijd aan vrouwelijke kunstenaars en trad daarna toe tot de "Unie van vrouwelijke schilders en beeldhouwers" (Union des femmes peintres et sculpteurs, U.F.P.S), opgericht door Hélène Bertaux.
Op het Salon van de U.F.P.S. in maart 1905 won Carpentier de eerste prijs en in 1905 won ze de Prix Piot voor haar schilderij Bébé joue, tentoongesteld in het Salon des Artistes Français. In 1913 exposeerde ze in de galerie Simonson (Parijs). In mei 1930 won ze de gouden medaille op het Salon en ontving ze een beurs aangeboden door de Léon Bonnat-stichting.
Ze overleed in 1949 in Boulogne-Billancourt en werd begraven op het kerkhof van Père-Lachaise. Een standbeeld dat het familiegraf siert, stelt haar jongere zus voor, de schilder en aquarellist Marie-Paule Carpentier, die naast haar begraven ligt, dat werd gebeeldhouwd naar een schilderij van Madeleine Carpentier. 
Haar werk Les Chandelles werd opgenomen in het boek Women Painters of the World uit 1905.

## Werken (selectie)

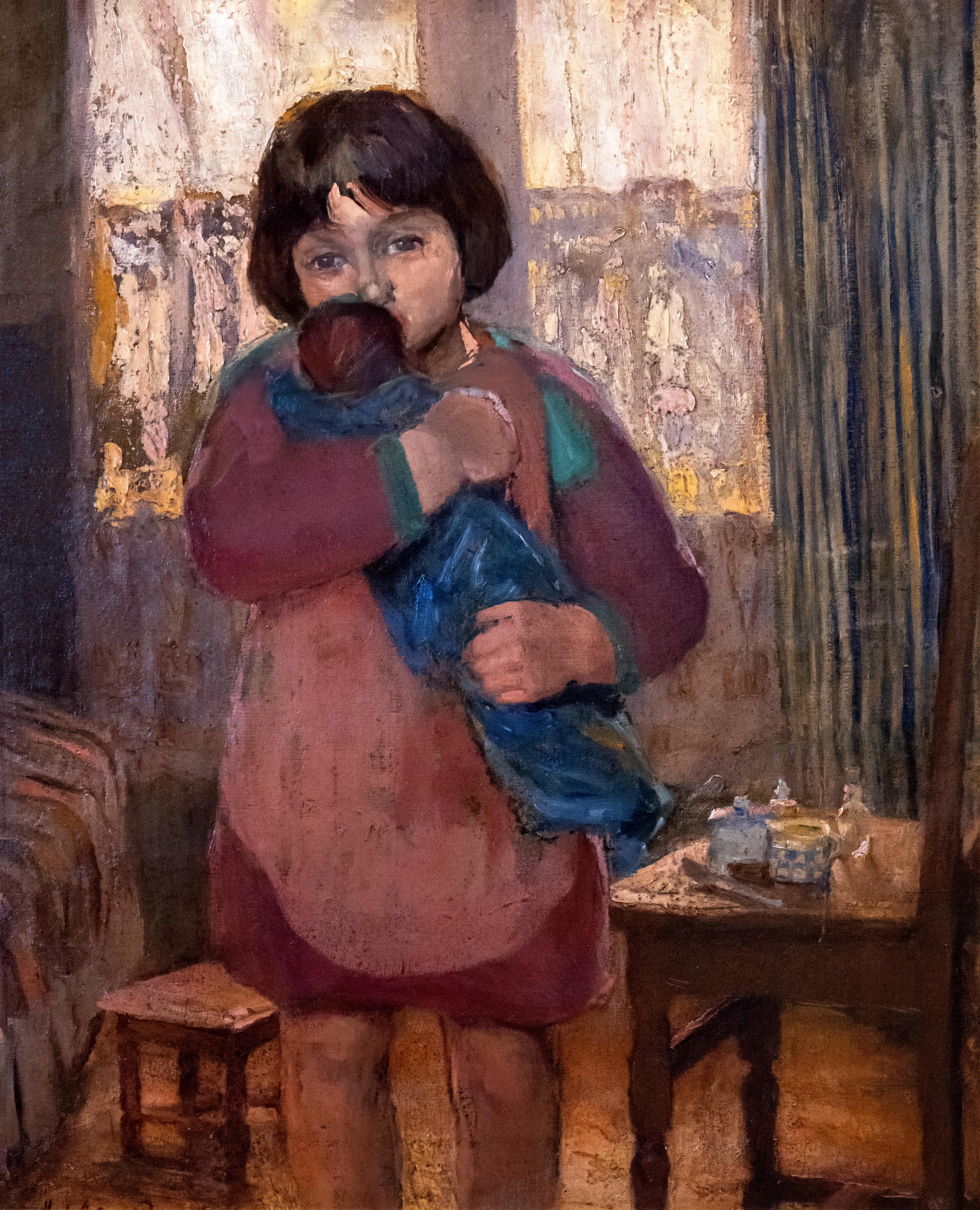
La poupée malade, ca.1925
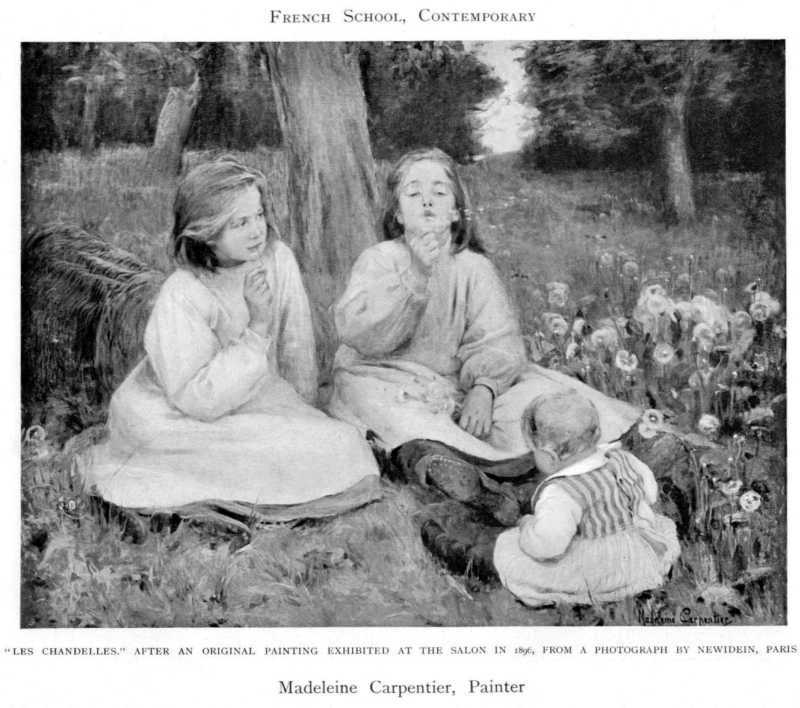
Les Chandelles, 1896
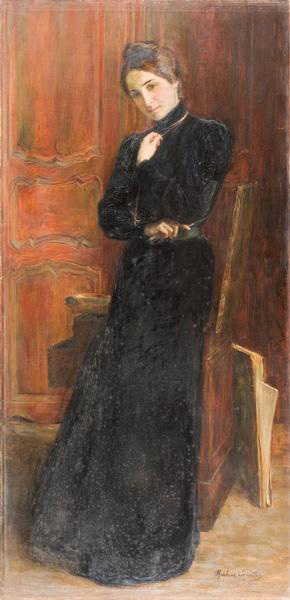
Portrait Marie-Paule Carpentier
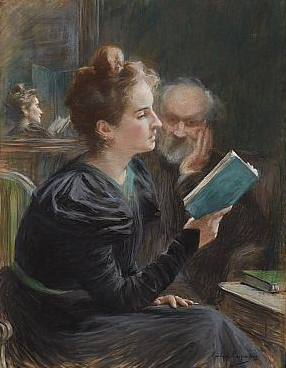
Portrait

- Bibliothèque nationale de France: cb149712088 (data)
- International Standard Name Identifier: 0000 0000 0153 294X
- RKD-Nederlands Instituut voor Kunstgeschiedenis: 114776
- Virtual International Authority File: 10121065